# Family-friendly
Family-friendly (Amigable para la familia en español) es un producto o servicio que se considera que es adecuado para todos los miembros de una familia media.
En los debates de censura, el término es usado para las obras culturales (incluido el arte, la literatura, las películas, la televisión y la música) que la mayoría de las personas consideran que son generalmente apropiadas para los niños y, al mismo tiempo, agradables para los adultos. Con frecuencia, el término "Piensa en los niños" se usa durante un pánico moral para censurar nuevas formas de medios. A menudo, representación de desnudez, sexo, horror, blasfemia, racismo e insultos raciales, el lenguaje soez, insinuaciones y uso de drogas se declaran dignos de censura y eliminación.
Muchos padres no están de acuerdo con las edades en que los niños deben estar expuestos a ciertas formas de medios de comunicación. La definición precisa de "amigable para la familia" (Family-friendly) puede variar según la aceptación del contenido por parte de los niños: uno de los libros más cuestionados en las bibliotecas de los Estados Unidos es Capitán Calzoncillos, un libro que contiene humor para el baño que los padres leen a los niños. Con frecuencia, los padres que se quejan de los medios que contienen lenguaje profano intentan negar a otras familias la posibilidad de elegir lo que sea apropiado para sus hijos.

## Política
En política, se puede introducir una nueva legislación en el lugar de trabajo para fortalecer la unidad familiar al brindarles a los padres horarios de trabajo más flexibles para la familia o reformas educativas para ayudar a los niños con necesidades especiales y darles a los padres más opciones de cómo son educados.

## Cine y Televisión
Tanto el sistema de clasificación de películas de la MPAA como la mayoría de los sistemas de clasificación de contenido de televisión tienen calificaciones para ser amigable con la familia: una calificación G en cualquiera de ellas es universalmente aceptable para todas las audiencias, mientras que una clasificación PG sugiere que, aunque generalmente es seguro que los niños lo vean, debería un padre o tutor presente como guía, ya que puede estar presente algún material suave orientado a adultos. El sistema de clasificación de películas de la MPAA no ha estado exento de controversia (se estableció después del Código Hays)., que exigía que todas las películas fueran al menos algo amigables con la familia, fue abolida), ya que los grupos de interés de la cadena de teatro han notado que las películas con un puntaje alto de R (películas orientadas a adultos que las personas menores de 17 años no pueden ver sin un adulto) pueden interpretarse como amigable para la familia si el espectador es tolerante a la blasfemia, mientras que otros pueden tener demasiada violencia gráfica o imágenes sexuales de pornografía límite para ser adecuados para los niños.

## Videojuegos
La Junta de Clasificación de Software de Entretenimiento de América del Norte, que califica los videojuegos, clasifica el contenido familiar con una calificación de E.
- Datos: Q5433004